# Замок Манесс
Замок Манесс (англ. Muness Castle) — руїни шотландського замку на Шетландських островах. Пам'ятка оборонної архітектури кінця XVI — початку XVII ст. та найпівнічніша фортеця Шотландії.

## Розташування
Замок Манессе розташований за 3 км на схід від села Юісаунд, на південно-східному узбережжі острова Анст, Шетландських островів, Шотландії. 

## Архітектура
Замок має прямокутну форму, 22 на 8 метрів. Складається з двох поверхів, спочатку було три, та двох круглих веж на діагонально протилежних кутах. Вхід у замок розташований з південно-західного боку. На першому поверсі розміщувалася головний зал, велика кухня та інші господарські приміщення. На другому поверсі знаходились житлові кімнати. У замку знайдено сліди гвинтових сходів, що ведуть на нині не існуючий третій поверх, зруйнований у 1750 році.
На північний захід від замку розташовувався внутрішній дворик, де розміщувалися різні господарські приміщення, такі як пекарня, пивоварня, стайні та каплиця, від них збереглася тільки кам'яна кладка. З південного боку замку був сад.

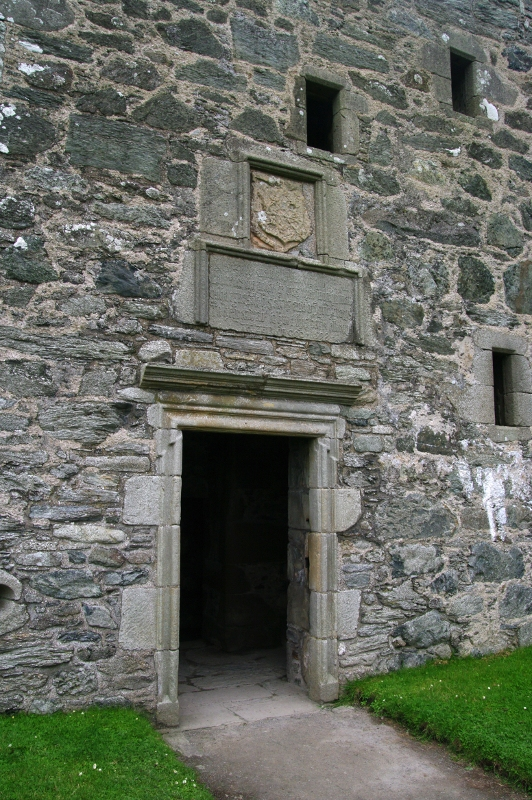
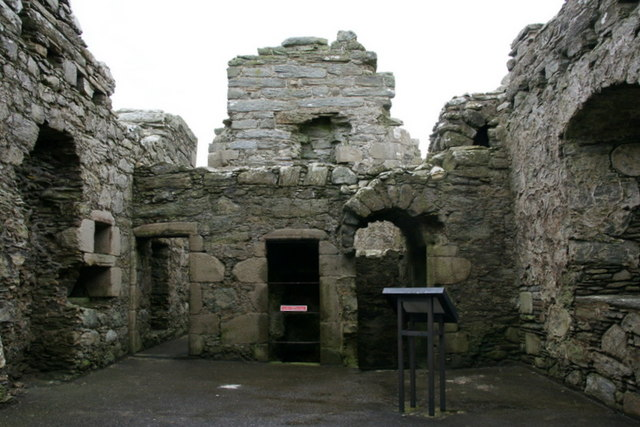
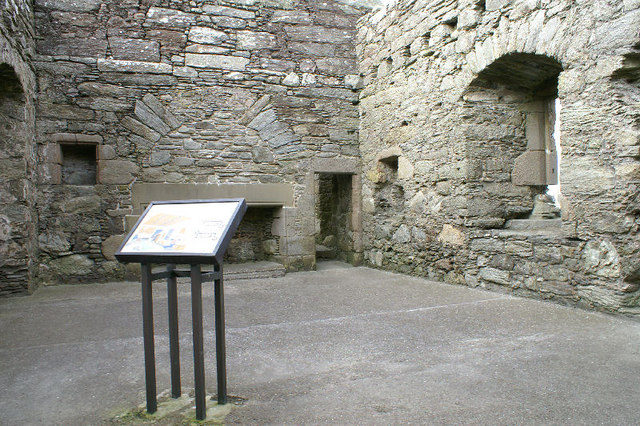
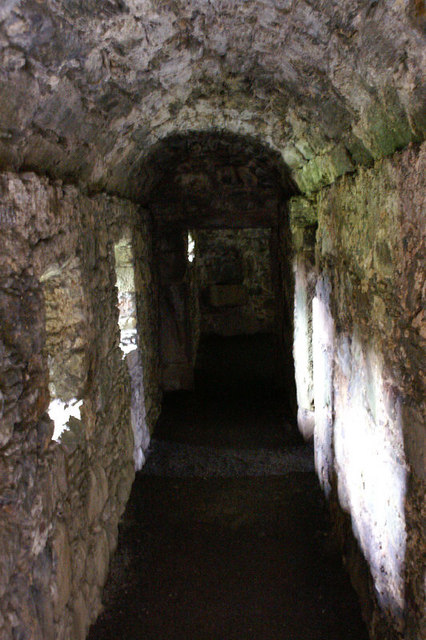
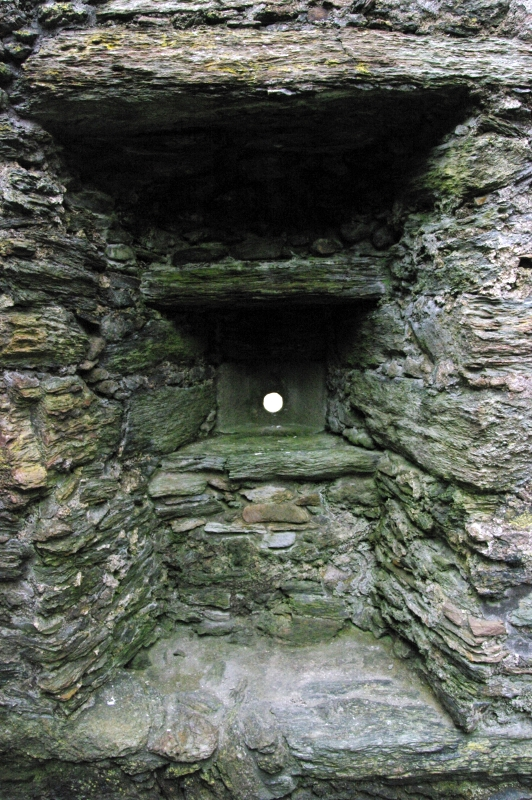

## Історія замку
Замок був побудований у 1598 році Лоуренсом Брюсом, лердом з Пертширу, нащадком шотландського короля Роберта Брюса,  зведеним братом Роберта Стюарта графа Оркні, позашлюбного сина короля Шотландії Якова V. Лоуренс був призначений шерифом Шетландських островів, але прославився хабарництвом та жорстокістю. Коли після смерті Роберта графом Оркні став його син Патрік Стюарт, Лоуренс почав побоюватися, що його знімуть з посади, і почав будівництво замку Манессе, щоб захистити свою сім'ю. Роботами зайнявся архітектор Ендрю Кроуфорд, який також побудував замок Скалловей та палац Ерла у Керкволлі. У 1608 році Патрік Стюарт обложив Манесс, але незабаром облога була знята, і замок залишився неушкоджений. 
1627 року нідерландські корсари з Дюнкерка захопили та спалили замок. Ймовірно замок був відреставрований, але до кінця XVII століття в ньому ніхто не мешкав.
У 1713 році замок Манесс був відданий в оренду Голландській Ост-Індській компанії для розміщення вантажу, який був врятований з корабля «Руненбург». Через п'ять років, у 1718 році, клан Брюс продав замок, але нові власники залишили його вже в 1750 році. У 1774 році замок залишився без даху. 
У XX столітті руїни замку були передані державі. 13 серпня 1971 року замок був включений у список архітектурних пам'яток категорії «A». Нині замок перебуває у віданні «Historic Environment Scotland».

## Світлини

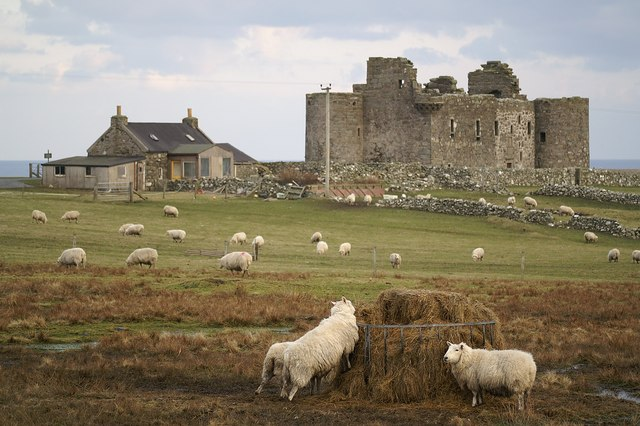
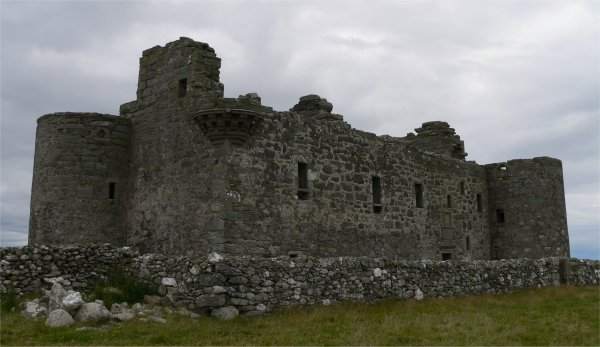
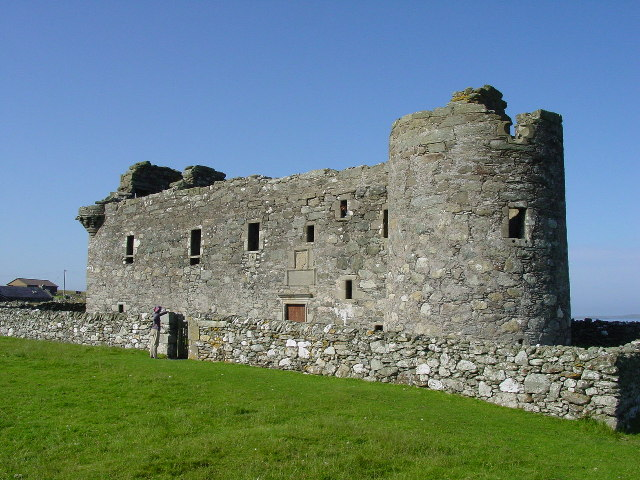